# Théâtre gallo-romain de Gennes
Le théâtre gallo-romain de Gennes est un édifice de spectacle gallo-romain de type mixte théâtre-amphithéâtre situé à Gennes, en France.
Intégré à une agglomération secondaire antique, il est peut-être fréquenté du IIe au IVe siècle. Fouillé à la fin du XIXe siècle, il est classé comme monument historique en 1986.

## Localisation
Le théâtre est situé dans le département français de Maine-et-Loire, sur la commune de Gennes. Il fait partie de la parure monumentale d'une agglomération secondaire antique dont la superficie est évaluée à une vingtaine d'hectares. Un aqueduc, des thermes publics, des habitats et un nymphée sont également identifiés,. Gennes est l'une des localisations proposées pour Robrica, étape géographiquement incertaine entre Caesarodunum (Tours) et Juliomagus (Angers) sur la table de Peutinger.

## Historique
Le style architectural du théâtre, qui associe dans les maçonneries de parement des assises de moellons et des lits de tuiles semble indiquer une construction au IIe siècle. S'il semble difficile de dire quand le théâtre lui-même cesse d'être fréquenté, le mobilier le plus tardif retrouvé sur l'ensemble du site de Gennes date de la fin du IVe siècle.
À l'époque mérovingienne, le site du théâtre est utilisé pour des inhumations dans des sarcophages en pierre.
Les ruines de l'amphithéâtre sont signalées à un membre de la Société française d'archéologie dès 1837 et les fouilles s'échelonnent de 1862 à 1901. L'édifice est classé au titre des monuments historiques en 1986.

## Description

### Dispositions générales

Plan schématique du théâtre.

L'édifice de spectacles de Gennes associe les caractéristiques d'un amphithéâtre romain (arène circulaire ou elliptique complète) à celles d'un théâtre (cavea incomplète n'occupant qu'à peu près la moitié du monument). Ce type de monument, dont l'appellation (amphithéâtre ou théâtre) est toujours discutée, ne se rencontre qu'en Gaule, et principalement, comme à Gennes, dans des ensembles monumentaux ruraux ou des agglomérations secondaires ; il est possible que cet aménagement permette de l'utiliser pour des spectacles de nature plus diversifiée.
Le théâtre est implanté sur le flanc du vallon qui descend vers le ruisseau d'Avort. Cette disposition lui permet de bénéficier d'une topographie favorable et de réduire le gros-œuvre de ses maçonneries. En outre, le théâtre est idéalement orienté pour que les spectateurs ne soient pas éblouis par le soleil.

### Cavea
Sa cavea, qui ne forme pas tout à fait un demi-cercle, ce qui le rapproche de l'édifice du site gallo-romain de Montbouy, possède un diamètre de 94 m et sa capacité est estimée à 5 000 personnes. Certains gradins, près de l'arène, sont aménagés pour les notables, le reste de la cavea étant composé d'une pente de terre retenue par un contrefort à l'arrière. Les spectateurs prennent peut-être alors place sur des gradins en bois, dont les clous de fixation sont retrouvés lors des fouilles .
La forte poussée des terres qui remblaient la cavea est compensée par des contreforts sur le mur qui la limite. Ce dispositif est visible dans la partie orientale du théâtre.

### Couloir de circulation et arène
L'arène elliptique mesure 43,60 × 38,55 m ; elle est limitée sur son pourtour par un mur-podium qui est interrompu pour ménager des passages. En arrière de ce mur, derrière un couloir de circulation, deux autres murs curvilignes ont une double fonction : ils ménagent un espace à la base de la cavea, dans le sol duquel est creusé un euripe chargé d'évacuer les eaux de ruissellement de la cavea. D'autre part, ils reçoivent un plafond en planches qui supporte les gradins destinés aux notables. Deux loges, ouvrant sur le couloir, sont pratiquées dans cet espace : ce sont des locaux de service ou des carceres.

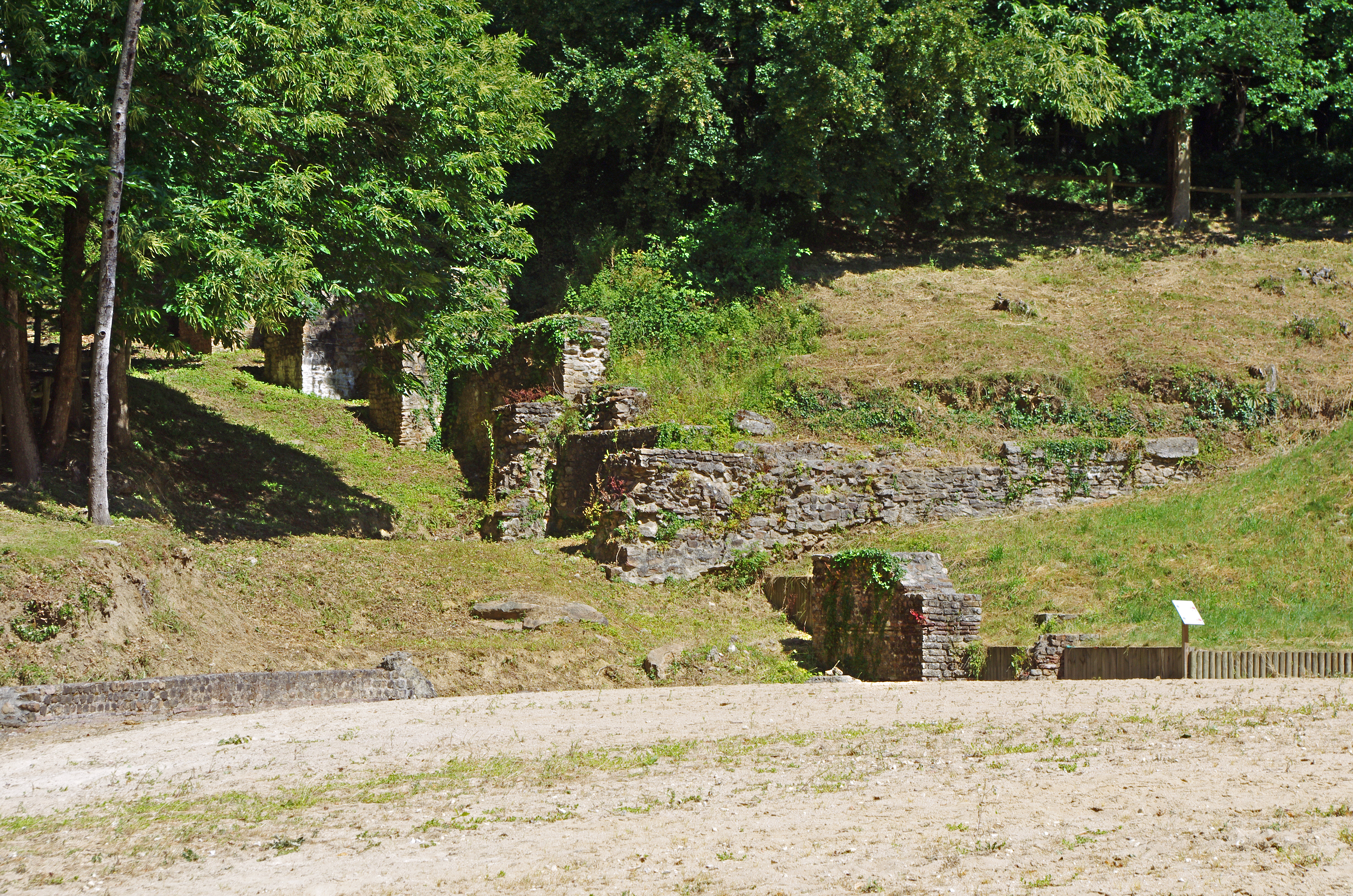
Mur de soutènement de la cavea.
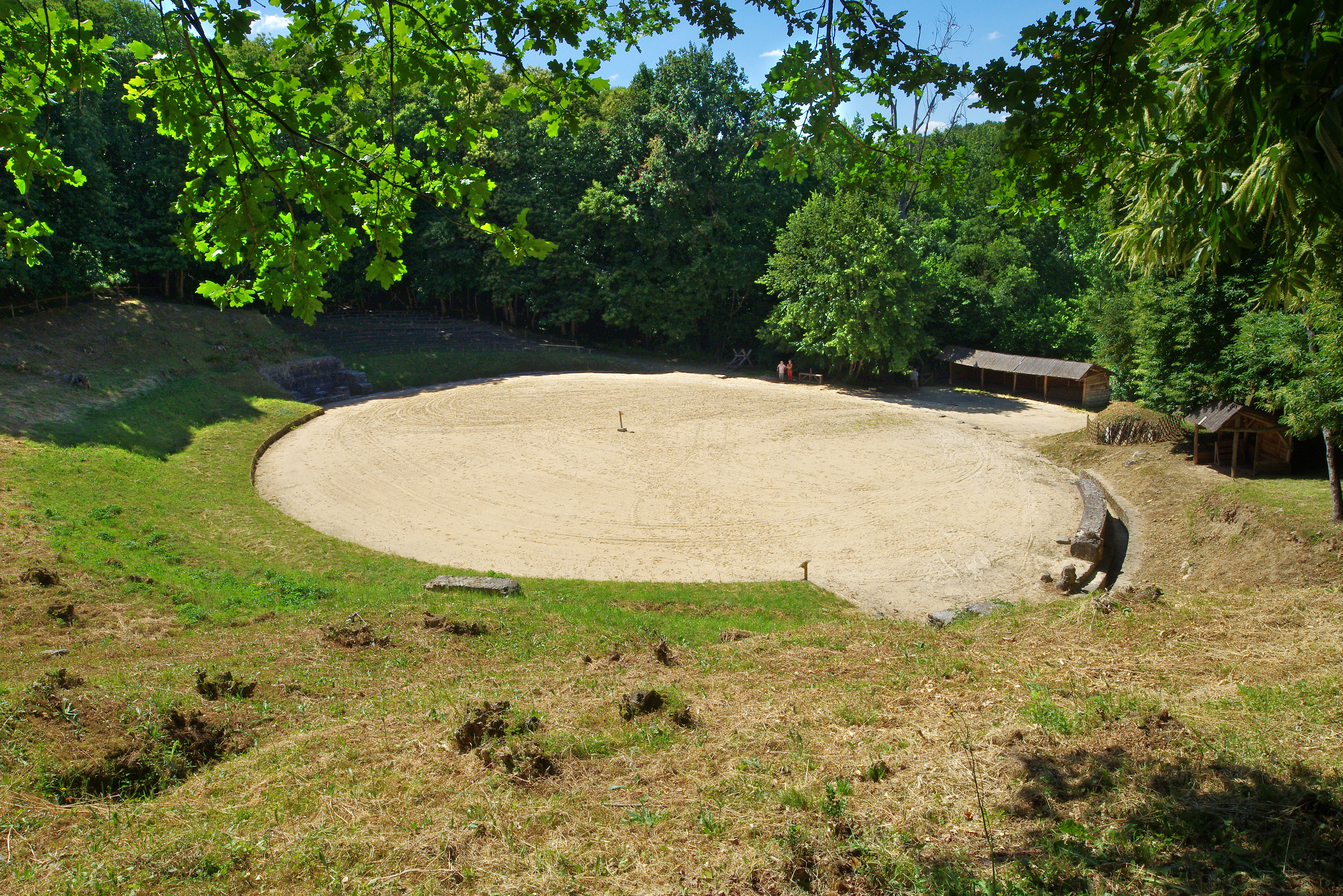
L'arène vue du haut de la cavea.
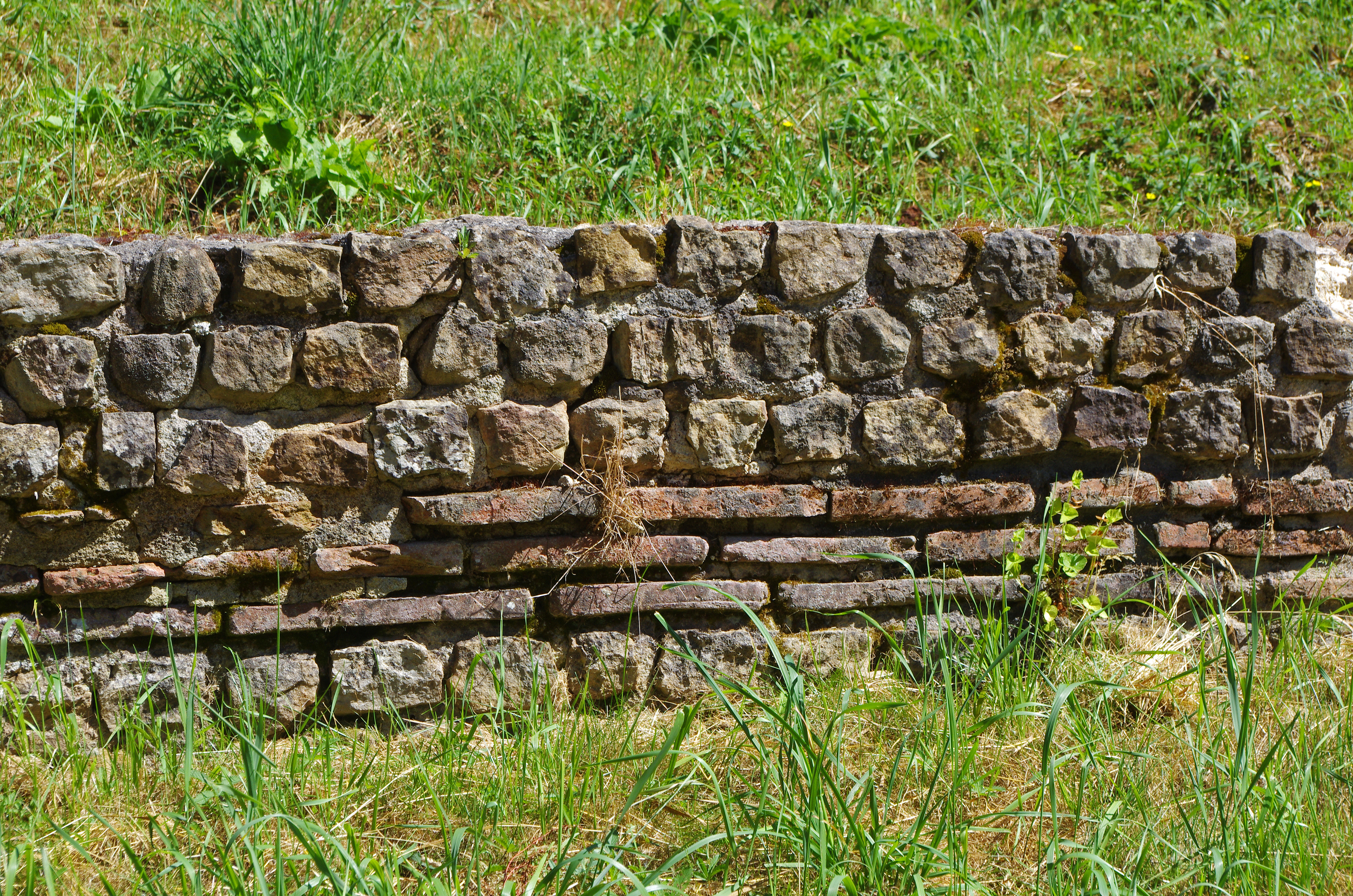
Alternance de moellons et de tuiles dans l'appareil des murs.
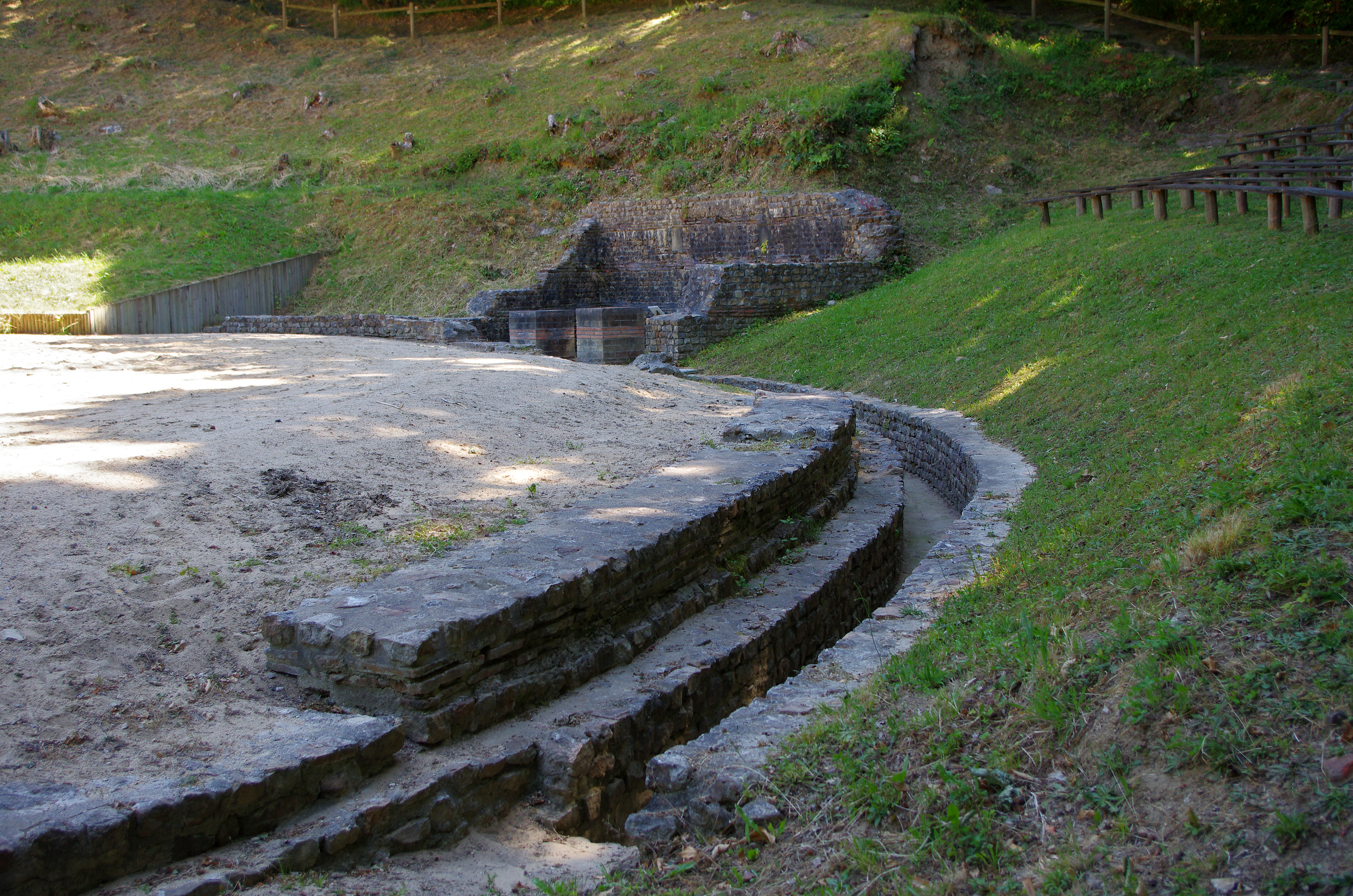
L'euripe circulaire.